# 偽の巨大ペンギン
偽の巨大ペンギン（にせのきょだいペンギン）では、フロリダ州にいたとされた巨大ペンギンについて解説する。
1940年代、フロリダ州で巨大なペンギンの目撃情報が寄せられたが、のちにいたずらであると判明した。

## 歴史
1948年、フロリダ州クリアウォータービーチで巨大なペンギンの足跡の目撃情報が相次ぎ、ビーチから60㎞程離れたスワニー川近辺でも大きなペンギンの足跡が見つかった。
その後、巨大なペンギンを遠目で見たという証言も寄せられた 。ペンギンの背丈は15フィート（4.5m）で、アリゲーターのような足をしていたとされていた。
1948年には目撃情報が多く寄せられたものの、それ以降は激減し、以降は寄せられなくなった。
初期の目撃から40年近くたった1988年4月11日、地元紙「セントピーターズバーグ・タイムズ」の記者ジャン・カービー（ Jan Kirby ）が、このペンギンの正体が地元の人間たちによるいたずらであると明らかにした。巨大な足跡は、靴にアイロンをくっつけて作られたものだった。